# هنري كراون
هنري كراون (بالإنجليزية: Henry Crown)‏ هو شخصية أعمال أمريكي، ولد في 13 يونيو 1896، وتوفي في 14 أغسطس 1990.

## وصلات خارجية
- هنري كراون على موقع الموسوعة البريطانية (الإنجليزية)